# Saint-Symphorien (Sarthe)
Saint-Symphorien település Franciaországban, Sarthe megyében. Lakosainak száma 499 fő (2022. január 1.). Saint-Symphorien Tennie, Ruillé-en-Champagne, Chemiré-en-Charnie, Neuvillette-en-Charnie, Parennes és Bernay-Neuvy-en-Champagne községekkel határos.

## Népesség
A település népessége az elmúlt években az alábbi módon változott:
| Lakosok száma | 573  | 580  | 595  | 562  | 539  | 516  | 509  | 504  | 499  |
|               | 2013 | 2015 | 2016 | 2017 | 2018 | 2019 | 2020 | 2021 | 2022 |